# Natação no Campeonato Mundial de Esportes Aquáticos de 2024 - 50 m costas masculino

A prova dos 50 metros costas masculino da natação no Campeonato Mundial de Esportes Aquáticos de 2024 foi realizada nos dias 17 e 18 de fevereiro de 2024 em Doha, no Catar.

## Formato da competição
A competição consiste em três rodadas: eliminatórias, semifinais e final. Os nadadores com os 16 melhores tempos nas baterias preliminares avançam as semifinais. Já os nadadores com os 8 melhores tempos nas semifinais avançam a final. Desempates (swim-offs) são utilizados conforme necessário para quebrar os empates de avanço a próxima rodada.

## Cronograma
Todos os horários estão na hora local (UTC+3).
| Data            | Hora  | Evento        |
| --------------- | ----- | ------------- |
| 17 de fevereiro | 09:57 | Eliminatórias |
| 17 de fevereiro | 20:06 | Semifinais    |
| 18 de fevereiro | 19:02 | Final         |

## Recordes
Antes desta competição, os recordes mundiais e do campeonato nesta prova eram os seguintes:
| Tipo                  | Atleta             | Tempo  | Local | Data                |
| --------------------- | ------------------ | ------ | ----- | ------------------- |
|                       | Kliment Kolesnikov | 23s 55 | Cazã  | 27 de julho de 2023 |
| Recorde do campeonato | Liam Tancock       | 24s 04 | Roma  | 2 de agosto de 2009 |

## Medalhistas
| Ouro                     | Prata                             | Bronze                   |
| Isaac Cooper · Austrália | Hunter Armstrong · Estados Unidos | Ksawery Masiuk · Polónia |

## Resultados

### Eliminatórias
Esses foram os resultados das eliminatórias. A prova foi realizada no dia 17 de fevereiro com início às 09:57.
| Pos. | Bateria | Raia | Nadador                | Nacionalidade            | Tempo | Notas |
| ---- | ------- | ---- | ---------------------- | ------------------------ | ----- | ----- |
| 1    | 5       | 5    | Ksawery Masiuk         | Polónia                  | 24.58 | Q     |
| 1    | 5       | 4    | Hunter Armstrong       | Estados Unidos           | 24.66 | Q     |
| 3    | 3       | 7    | Hugo González          | Espanha                  | 24.72 | Q     |
| 4    | 3       | 4    | Isaac Cooper           | Austrália                | 24.75 | Q     |
| 4    | 4       | 4    | Pieter Coetze          | África do Sul            | 24.75 | Q     |
| 6    | 4       | 5    | Michael Andrew         | Estados Unidos           | 24.82 | Q     |
| 7    | 5       | 6    | Michele Lamberti       | Itália                   | 24.88 | Q     |
| 8    | 5       | 3    | Ole Braunschweig       | Alemanha                 | 24.94 | Q     |
| 9    | 5       | 7    | Yoon Ji-hwan           | Coreia do Sul            | 25.01 | Q     |
| 10   | 3       | 2    | Ulises Saravia         | Argentina                | 25.02 | Q     |
| 11   | 3       | 5    | Apostolos Christou     | Grécia                   | 25.03 | Q     |
| 12   | 4       | 7    | Björn Seeliger         | Suécia                   | 25.10 | Q     |
| 13   | 4       | 3    | Miroslav Knedla        | Chéquia                  | 25.14 | Q     |
| 14   | 5       | 8    | Adrian Santos          | Espanha                  | 25.15 | Q     |
| 15   | 3       | 3    | Andrew Jeffcoat        | Nova Zelândia            | 25.16 | Q     |
| 16   | 3       | 1    | Evangelos Makrygiannis | Grécia                   | 25.18 | Q     |
| 17   | 3       | 6    | Javier Acevedo         | Canadá                   | 25.28 |       |
| 18   | 4       | 1    | Bradley Woodward       | Austrália                | 25.41 |       |
| 19   | 2       | 4    | Ádám Jászó             | Hungria                  | 25.43 |       |
| 20   | 5       | 2    | Oleksandr Zheltiakov   | Ucrânia                  | 25.60 |       |
| 21   | 5       | 1    | Lamar Taylor           | Bahamas                  | 25.80 |       |
| 22   | 2       | 7    | Dimuth Peiris          | Sri Lanka                | 25.86 |       |
| 23   | 5       | 0    | Jerard Jacinto         | Filipinas                | 25.92 |       |
| 24   | 5       | 9    | Diego Camacho          | México                   | 25.97 |       |
| 25   | 3       | 9    | Dino Hasibović         | Bósnia e Herzegovina     | 26.06 |       |
| 25   | 4       | 8    | I Gede Siman Sudartawa | Indonésia                | 26.06 |       |
| 27   | 2       | 6    | Ģirts Feldbergs        | Letônia                  | 26.08 |       |
| 28   | 3       | 8    | Yeziel Morales         | Porto Rico               | 26.17 |       |
| 29   | 2       | 3    | Kaloyan Levterov       | Bulgária                 | 26.25 |       |
| 29   | 2       | 8    | Merdan Ataýew          | Turquemenistão           | 26.25 |       |
| 31   | 4       | 9    | Bernhard Reitshammer   | Áustria                  | 26.33 |       |
| 32   | 4       | 6    | Andrei-Mircea Anghel   | Roménia                  | 26.36 |       |
| 33   | 2       | 2    | Xu Yifan               | China                    | 26.37 |       |
| 34   | 2       | 5    | Filippos Iakovidis     | Chipre                   | 26.43 |       |
| 35   | 4       | 0    | Charles Hockin         | Paraguai                 | 26.45 |       |
| 36   | 2       | 9    | Erkhes Enkhtur         | Mongólia                 | 26.72 |       |
| 37   | 2       | 1    | Lau Shiu Yue           | Hong Kong                | 26.74 |       |
| 38   | 1       | 4    | Guido Montero          | Costa Rica               | 27.71 |       |
| 39   | 1       | 5    | Oscar Peyre            | Ruanda                   | 27.79 |       |
| 40   | 2       | 0    | Antoine De Lapparent   | Camboja                  | 27.93 |       |
| 41   | 1       | 6    | Tajhari Williams       | Turcas e Caicos          | 28.78 |       |
| 42   | 1       | 3    | Hasan Al-Zinkee        | Iraque                   | 28.97 |       |
| 43   | 1       | 1    | Brandon George         | São Vicente e Granadinas | 29.16 |       |
| 44   | 1       | 2    | Giorgio Nguichie       | Camarões                 | 33.95 |       |
| –    | 1       | 7    | Ibrahim Kamara         | Serra Leoa               | DNS   | DNS   |
| –    | 1       | 8    | Yousef Al-Khulaifi     | Catar                    | DNS   | DNS   |
| –    | 4       | 2    | Conor Ferguson         | Irlanda                  | DNS   | DNS   |
| –    | 3       | 0    | Mantas Kauspedas       | Lituânia                 | DSQ   | DSQ   |

### Semifinais
Esses foram os resultados das semifinais. A prova foi realizada no dia 17 de fevereiro com início às 20:06.
| Pos. | Bateria | Raia | Nadador                | Nacionalidade  | Tempo | Notas |
| ---- | ------- | ---- | ---------------------- | -------------- | ----- | ----- |
| 1    | 1       | 5    | Isaac Cooper           | Austrália      | 24.12 | Q,    |
| 2    | 1       | 4    | Hunter Armstrong       | Estados Unidos | 24.43 | Q     |
| 3    | 2       | 3    | Pieter Coetze          | África do Sul  | 24.46 | Q     |
| 3    | 2       | 4    | Ksawery Masiuk         | Polónia        | 24.46 | Q     |
| 5    | 2       | 5    | Hugo González          | Espanha        | 24.60 | Q     |
| 6    | 2       | 6    | Michele Lamberti       | Itália         | 24.68 | Q     |
| 7    | 1       | 3    | Michael Andrew         | Estados Unidos | 24.70 | Q     |
| 8    | 1       | 6    | Ole Braunschweig       | Alemanha       | 24.74 | Q     |
| 9    | 1       | 8    | Evangelos Makrygiannis | Grécia         | 24.84 |       |
| 10   | 2       | 8    | Andrew Jeffcoat        | Nova Zelândia  | 24.88 |       |
| 11   | 2       | 7    | Apostolos Christou     | Grécia         | 25.01 |       |
| 12   | 2       | 1    | Miroslav Knedla        | Chéquia        | 25.06 |       |
| 13   | 1       | 1    | Adrian Santos          | Espanha        | 25.09 |       |
| 14   | 1       | 7    | Björn Seeliger         | Suécia         | 25.10 |       |
| 15   | 1       | 2    | Ulises Saravia         | Argentina      | 25.13 |       |
| 16   | 2       | 2    | Yoon Ji-hwan           | Coreia do Sul  | 25.14 |       |

### Final
A final foi realizada em 18 de fevereiro às 19:02. 
| Pos.              | Raia | Nadador          | Nacionalidade  | Tempo | Notas |
| ----------------- | ---- | ---------------- | -------------- | ----- | ----- |
| Medalha de ouro   | 4    | Isaac Cooper     | Austrália      | 24.13 |       |
| Medalha de prata  | 5    | Hunter Armstrong | Estados Unidos | 24.33 |       |
| Medalha de bronze | 6    | Ksawery Masiuk   | Polónia        | 24.44 | =     |
| 4                 | 3    | Pieter Coetze    | África do Sul  | 24.59 |       |
| 5                 | 8    | Ole Braunschweig | Alemanha       | 24.74 |       |
| 6                 | 2    | Hugo González    | Espanha        | 24.77 |       |
| 7                 | 7    | Michele Lamberti | Itália         | 24.82 |       |
| 8                 | 1    | Michael Andrew   | Estados Unidos | 24.86 |       |

Legenda
| Recorde mundial       | Recorde mundial (World record)               |                       | Recorde africano                      | Recorde africano (African) |                                           | Q | Classificado por posição (Qualified) |
| Recorde do campeonato | Recorde do campeonato (Championship record)  | Recorde da América    | Recorde da América (Americas)         | q                          | Classificado por melhor tempo (Qualified) |   |                                      |
| Melhor marca do ano   | Melhor marca do ano (World leading)          | Recorde asiático      | Recorde asiático (Asian)              | DNS                        | Não largou (Did not start)                |   |                                      |
| Recorde nacional      | Recorde nacional (National record)           | Recorde europeu       | Recorde europeu (European)            | DNF                        | Não terminou (Did not finish)             |   |                                      |
| Recorde pessoal       | Recorde pessoal do atleta (Personal best)    | Recorde da Oceania    | Recorde da Oceania (Oceania)          | DSQ / DQ                   | Desclassificado (Disqualified)            |   |                                      |
| Recorde da temporada  | Recorde da temporada do atleta (Season best) | Recorde sul-americano | Recorde sul-americano (South America) | NM                         | Sem marca (No mark)                       |   |                                      |